# Diplazium arnottii
Diplazium arnottii är en majbräkenväxtart som beskrevs av William Dunlop Brackenridge.
Diplazium arnottii ingår i släktet Diplazium och familjen Athyriaceae. Inga underarter finns listade i Catalogue of Life.